# Rayén Araya
Macarena Rayén Araya Guerrero (Santiago, 2 de julio de 1981) es una presentadora de televisión y radio chilena.

## Biografía
Participó en el concurso de belleza chileno Miss 17, siendo una de las finalistas.
Debido a su participación en el concurso, fue contratada por Chilevisión para ser una de las animadoras del programa juvenil Extra Jóvenes. El programa terminó en 2002.
De Chilevisión pasó al canal de cable Zona Latina donde condujo desde enero de 2002 el programa Zona Joven. Terminó su contrato en noviembre del mismo año.
Tras su salida de Zona Latina regresó a la señal abierta, en Canal 13, como comentarista de cultura y espectáculos en el programa Pantalla abierta, conducido por Constanza Santa María y Cristián Sánchez. En esta estación fue también coanimadora de los programas Protagonistas en bruto y Encuentros cercanos. En la señal de cable de Canal 13 condujo el programa Melomanía, centrado en la música.
Logró pasar del programa de noticias juvenil vespertino Pantalla abierta al área de prensa del canal, encargándose de los comentarios de cultura y espectáculos en Teletrece. También participó en los programas Te vi en Viña (2005), conducido por Julián Elfenbein y Katyna Huberman; 6PM, 2006, noticiero vespertino conducido por Soledad Onetto, donde Rayén trabajó en realizando notas tecnológicas, y luego reemplazaría junto a Andrés Caniulef a Onetto.
El 6 de enero de 2007 se realizó la primera Cumbre del Rock Chileno en el Estadio Nacional. Sergio Lagos y Rayén Araya fueron los animadores oficiales.
En 2008 es contratada por TVN y se encarga del programa Musitronia, anteriormente conducido por Matilda Svensson.
Luego se trasladó a Mega para trabajar en prensa. Estuvo a cargo de Radio Mega ese año, y al siguiente pasó a Meganoticias Tarde, hasta 2011, fecha en que demandó a la estación televisiva tras su desvinculación.
En 2012 fue contratada por UCV TV para conducir Noticias Edición Central junto a Eduardo Riveros. El mismo año fue contratada por Radio Bío-Bío, conduciendo el programa radial Radiograma junto a Nibaldo Mosciatti Olivieri. Por la televisión web Bío-Bío Chile TV condujo los programas de conversación y debate Agenda Propia y Mesa de diálogo, realizando comentarios editoriales en el mismo canal web. 
En febrero de 2018 demanda a su exempleador Radio Bío-Bío por abuso laboral, irregularidades durante su embarazo y despido injustificado tras su fuero maternal. La sentencia judicial, entregada 10 meses más tarde, rechazó la demanda.
Entre 2018 y 2021 formó parte de Súbela Radio, emisora en línea de carácter independiente, condujo La Teoría del Empate y Superciudadanos, ambos programas de carácter político.

## Televisión
| Año       | Título                   | Rol          | Notas          |
| --------- | ------------------------ | ------------ | -------------- |
| 1999-2001 | Extra Jóvenes            | Conductora   | Chilevisión    |
| 2002      | Zona Joven               | Conductora   | Zona Latina    |
| 2002-2004 | Pantalla Abierta         | Comentarista | Canal 13       |
| 2003      | Protagonistas en bruto   | Conductora   | Canal 13       |
| 2003      | Encuentros cercanos      | Conductora   | Canal 13       |
| 2003      | Teletarde                | Comentarista | Canal 13       |
| 2004      | Melomanía                | Conductora   | Canal 13 Cable |
| 2005      | Te vi en Viña            | Comentarista | Canal 13       |
| 2006-2007 | 6PM                      | Comentarista | Canal 13       |
| 2008      | Musitronia               | Conductora   | TVN            |
| 2008      | Radio Mega               | Conductora   | Mega           |
| 2009-2011 | Meganoticias Tarde       | Conductora   | Mega           |
| 2012-2013 | Noticias Edición Central | Conductora   | UCV TV         |
| 2017-2019 | Llegó Tu Hora            | Panelista    | TVN            |

## Televisión web
| Año  | Título                  | Rol           | Notas                              |
| ---- | ----------------------- | ------------- | ---------------------------------- |
| 2011 | Mesa de diálogo         | Conductora    | El Mostrador TV - Bío-Bío Chile TV |
| 2012 | Agenda Propia           | Conductora    | Bío-Bío Chile TV                   |
| 2012 | Comentarios editoriales | Editorialista | Bío-Bío Chile TV                   |

## Radio
| Año       | Título           | Radio          |
| --------- | ---------------- | -------------- |
| -         | De local         | Radio Carolina |
| -         | Canción animal   | Radio Carolina |
| -         | Rallen con Chile | Radio Carolina |
| 2008-2009 | -                | Radio Disney   |
| 2012-2016 | Radiograma       | Radio Bío-Bío  |
| 2016-2017 | Expreso Bío-Bío  | Radio Bío-Bío  |